# Giuseppe Spinelli (politico)
Giuseppe Spinelli (Cremona, 21 novembre 1908 – Cremona, 17 gennaio 1987) è stato un politico italiano, poi emigrato in Argentina, Ministro del Lavoro della Repubblica Sociale Italiana.

## Biografia
Giuseppe Spinelli, nato a Cremona il 21 novembre 1908, fu in gioventù operaio di una azienda tipografica della sua città.
Nel 1943 divenne segretario provinciale della Corporazione Fascista dei Lavoratori dell'Industria della sua città. Il 13 settembre del 1944 venne nominato podestà di Milano da Benito Mussolini, carica che mantenne fino al 24 gennaio 1945.
In quel periodo venne chiamato sempre da Mussolini alla guida del "Ministero del Lavoro della Repubblica Sociale Italiana" (detta anche "Repubblica di Salò"), e da Ministro promulgò la legge sulla socializzazione dei mezzi di produzione. Molto osteggiata dai capitalisti e dalla Germania nazista, la legge era intenta a fermare gli scioperi degli operai. Il suo progetto di socializzazione si interruppe con la sconfitta bellica della Repubblica di Salò.
Dopo il 25 aprile 1945 si rifugiò in Argentina, dove svolse la propria originale mansione di tipografo. Dal 1953 guidò la Federazione delle associazioni italiane in Argentina fondata nel 1919. La stessa rappresentanza della sua città italiana in Argentina scrisse che "aveva fornito in più occasioni indubbie prove del suo patriottismo, del suo equilibrio e del suo tatto".
In seguito collaborò con il Capo di governo Argentino Juan Domingo Perón che lo elesse responsabile del dipartimento dell'immigrazione della Armada de la República Argentina. Fu consigliere del presidente argentino sui temi economici, socializzazione e corporativismo. Alla caduta di Perón si rifugia dapprima in Messico, per poi ritornare in Italia nel novembre del 1955, dove fu Direttore Generale prima e Consigliere Delegato dell'O.Cr.I.M. (Officine Cremonesi Impianti Molitori).
Spinelli morì nella sua città natale, il 17 gennaio 1987.